# Ідіографічний метод
Ідіографічний метод — 1) головним чином, в неокантіанстві баденської школи — метод історичних наук про культуру, спрямований на опис індивідуальних особливостей історичних фактів, які формуються наукою на основі «віднесення до цінності» (Wertbeziehung). Під останньою розуміють спосіб виділення серед індивідуальних подій і явищ дійсності «істотних», що допомагають відрізняти культурні феномени від природних;

2) в психології — пошук індивідуальних особливостей людини або будь-якого іншого об'єкта (наприклад, цивілізації, конкретного суспільства), за наявністю яких він відрізняється від інших.
Протилежний цьому номотетичний підхід, спрямований на виявлення закономірностей функціонування і еволюції різного роду систем (природних, соціальних, семіотичних і т. д.).